# Валеріу Мунтяну
Валеріу Мунтяну (рум. Valeriu Munteanu; *28 грудня 1980, Флорені, Аненій-Нойський район) — молдавський політик, депутат Парламенту Республіки Молдова, віцеголова Ліберальної партії.

## Політична діяльність
- 3 червня 2007 — 3 листопада 2009 — примар села Флорені Новоаненського району
- 3 листопада 2009 — 30 липня 2015 — депутат Парламенту Республіки Молдова, член фракції Ліберальної партії.
- 3 листопада 2009 — 18 квітня 2013 — секретар парламентської фракції ЛП.
- 26 вересня 2010 — віцеголова Ліберальної партії.
- 30 липня 2015 — 30 травня 2017 — міністр Навколишнього Середовища Республіки Молдова.

17 квітня 2013 Мунтяну був призначений головою парламентської фракції Ліберальної партії замість виключеного з ЛП Йона Хадирке. На засіданні фракції від 17 квітня 2013 були присутні тільки 5 з 12 депутатів, тому де-юре головою фракції ЛП залишився Йон Хадирке, якого підтримують 7 з 12 депутатів фракції ЛП.

## Сім'я
Валеріу Мунтяну одружений, має чотирьох дітей.